# How Lucky We Are
How Lucky We Are is een nummer van de Nederlandse singer-songwriter Douwe Bob uit 2016. Het is de tweede single van zijn derde studioalbum Fool bar.
"How Lucky We Are" was de opvolger van Douwe Bobs songfestivalnummer Slow down, maar was in de hitlijsten minder succesvol. Terwijl Slow Down nog in de Nederlandse Top 40 kwam, haalde "How Lucky We Are" slechts de 17e positie in de Tipparade.